# Demetri de Cízic
Demetri de Cízic (en llatí: Demetrius, en grec antic: Δημήτριος), de renom Sincel·le (llatí: Syncellus), fou bisbe de Cízic. En parlen Joan Escilitzes i Jordi Cedrè en la introducció de les seves obres, i es pot situar a la meitat del segle xi.
Va escriure una obra sobre l'heretgia dels jacobites i els catzitzaris (Χατζιτζάριοι), una secta que adorava la imatge de Crist a la creu, però no acceptava cap altra imatge. També va escriure una altra obra sobre els matrimonis prohibits.